# Vetralla
Vetralla è un comune italiano di 13 371 abitanti della provincia di Viterbo nel Lazio.

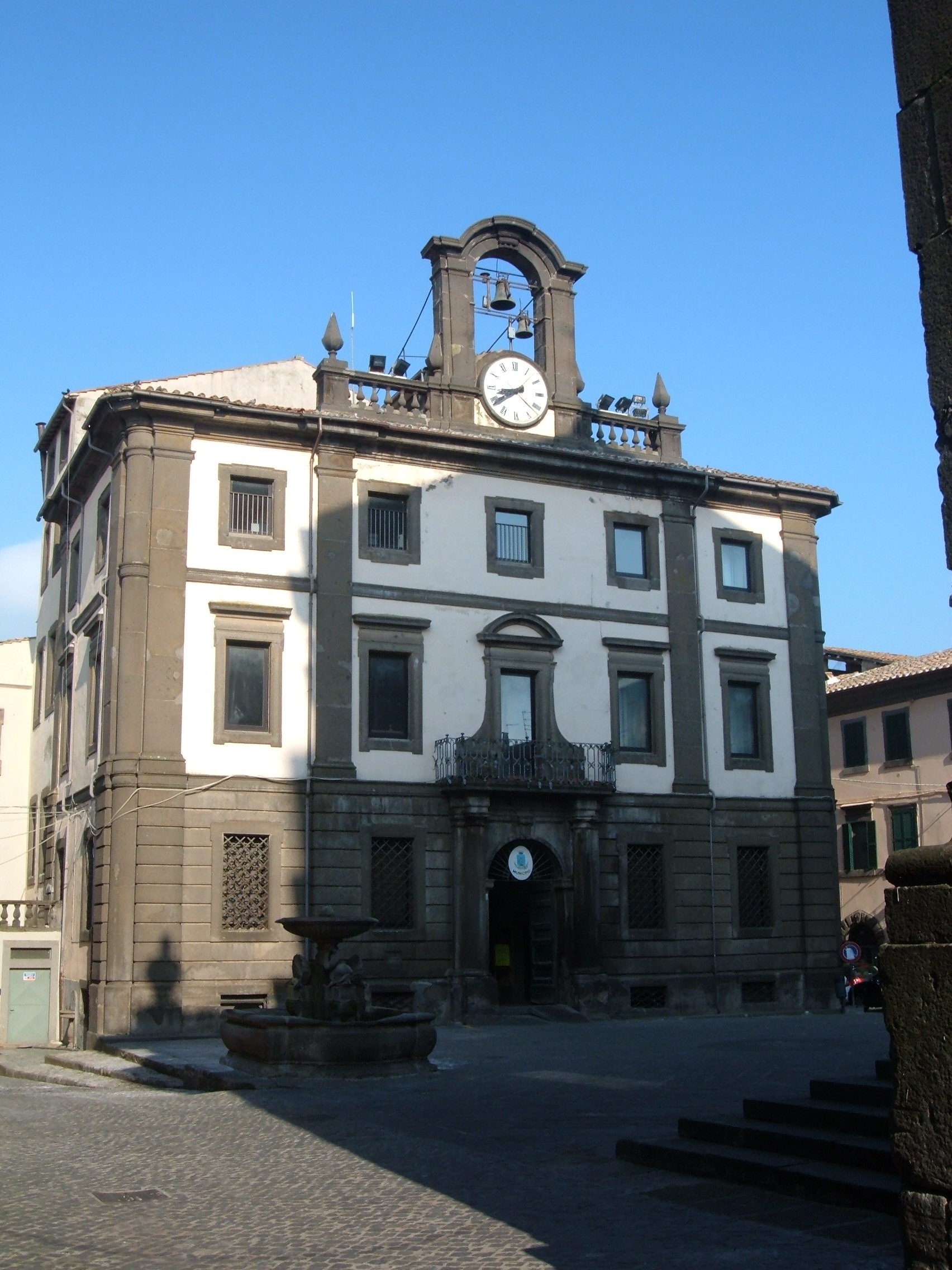
Palazzo Comunale

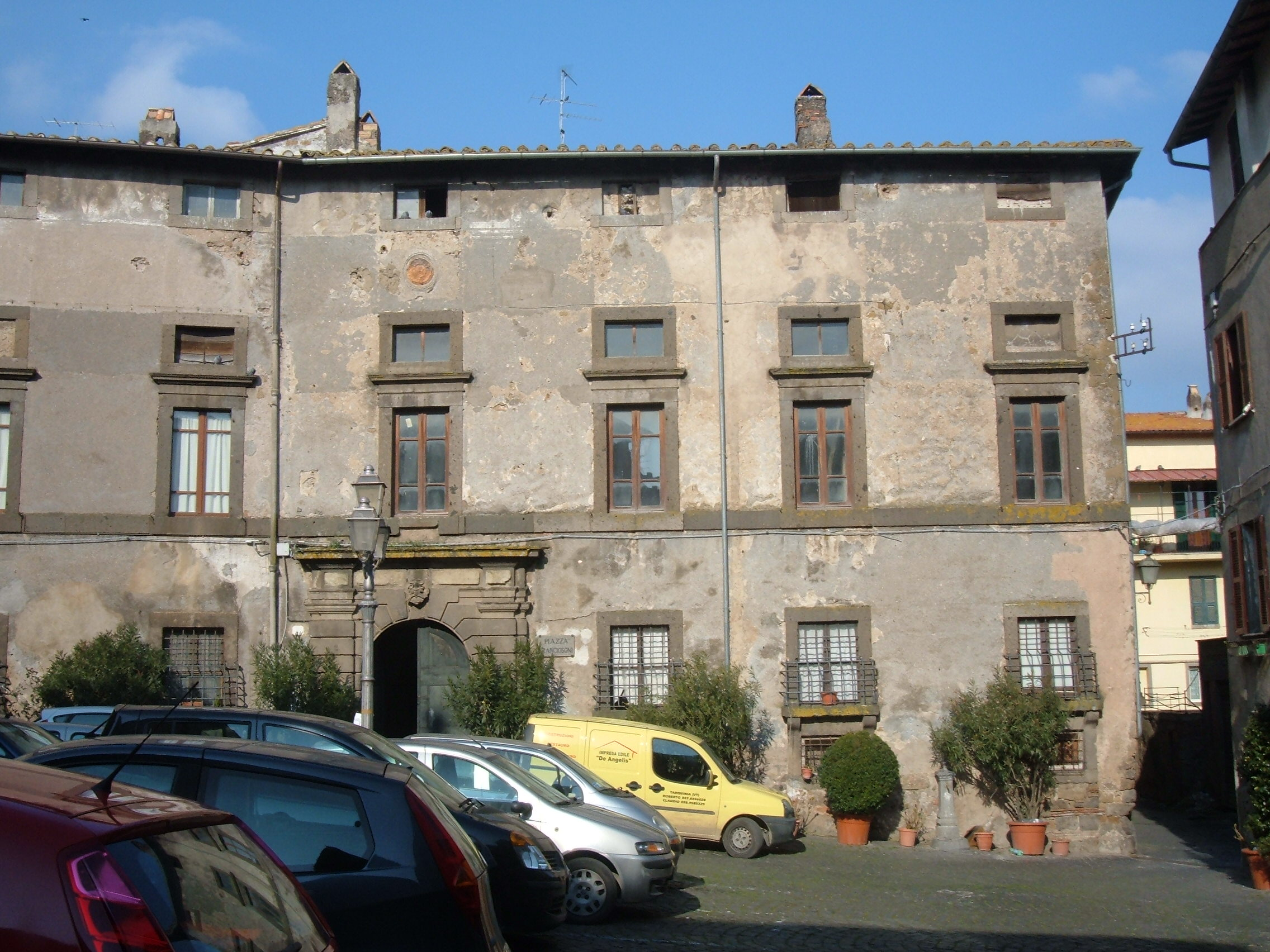
Palazzo Franciosoni

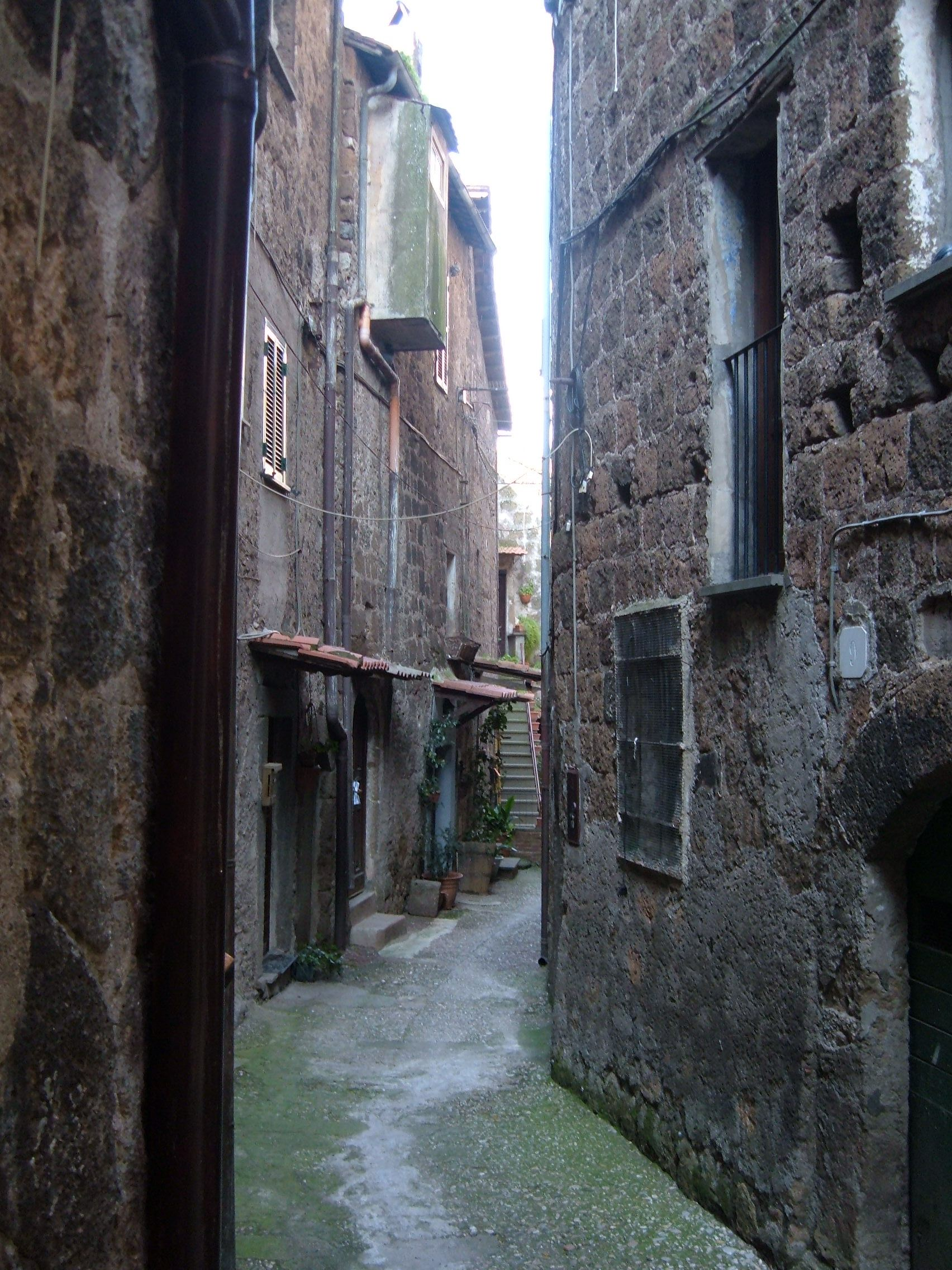
Vicolo del centro storico

## Geografia fisica

### Territorio
Vetralla si trova sul versante occidentale dei Monti Cimini, nelle vicinanze del cratere vulcanico che ha dato origine al lago di Vico. Sul territorio comunale si erge il monte Fogliano.

### Clima
Classificazione climatica: zona D, 1953 GR/G

## Storia
Il nome si ritiene derivi dal latino Vetus aula (Antico luogo) o da Vetus alia (altra città (sottinteso) vecchia con riferimento a Viterbo (Vetus urbs). La posizione di Vetralla, dominante e facilmente fortificabile, nel cuore del territorio degli Etruschi è stata occupata con continuità a partire dall'Alto Medioevo. In epoca romana sulla via Cassia a circa due km dagli insediamenti medioevali era presente una stazione della posta; tuttora nei pressi di Santa Maria di Forcassi sono presenti alcuni muri e parte della pavimentazione del Forum Cassii romano. Nel tardo impero la popolazione, ridotta numericamente, si spostò nell'attuale posizione più facilmente difendibile. La piccola fortezza venne incorporata nei possedimenti papali fin dalla loro origine storica grazie alla Donazione di Sutri (728) effettuata dal re longobardo Liutprando a favore del Papa Gregorio II; tra gli anni 1110 e 1134 fu sotto il dominio dei signori di Viterbo.
Dal 1145 il Papa Eugenio III si installò a Vetralla per sfuggire alla violenza e alle lotte intestine di Roma; da qui indisse la seconda crociata con la bolla Quantum praedecessores. Il territorio fu a lungo conteso tra i Papi e i signori di Viterbo e, ancora oggi a titolo commemorativo il sindaco di Vetralla nella cerimonia dello Sposalizio dell'albero riafferma i diritti del comune sul controllo di Monte Fogliano. Questo feudo fu assegnato nei secoli a varie famiglie nobiliari legate al papato: per primi gli Orsini, poi i prefetti di Vico fino al 1435 quando l'ultimo signore, Giacomo di Vico, fu rimosso dal Cardinale Giovanni Vitelleschi, imprigionato nella fortezza di Soriano e decapitato. Vetralla passò poi al cardinale Giovanni Borgia (1474), a Lorenzo Cybo (1529), e al cardinale Alessandro Farnese nel 1534. Vetralla fu testimone di episodi della Campagna garibaldina del 1867.
Presso Vetralla, durante la Seconda guerra mondiale, si trovava il terzo campo di concentramento più grande in Italia.

## Monumenti e luoghi d'interesse

### Architetture religiose
- Chiesa di San Pietro (1334)
- Chiesa di San Francesco[4][5]
- Chiesa di Sant'Angelo
- Chiesa di Santa Maria
- Monastero Regina Pacis
- Chiesa di Sant'Antonio Abate

### Architetture civili
- Monumento ai Caduti, opera di Pietro Canonica

### Siti archeologici
- Necropoli rupestre di Norchia

## Società

### Evoluzione demografica
Abitanti censiti

## Cultura

### Istruzione

#### Musei
- Museo della città e del territorio

### Musica
A Vetralla opera il Complesso Bandistico Ottavio Pistella, costituito nel 1853.

## Economia
Di seguito la tabella storica elaborata dall'Istat a tema unità locali, intesa come numero di imprese attive, ed addetti, intesi come numero addetti delle unità locali delle imprese attive (valori medi annui).
|          | 2015                  |                              |                            |                |                       |                     | 2014                  |                | 2013                  |                |
| -------- | --------------------- | ---------------------------- | -------------------------- | -------------- | --------------------- | ------------------- | --------------------- | -------------- | --------------------- | -------------- |
|          | Numero imprese attive | % Provinciale Imprese attive | % Regionale Imprese attive | Numero addetti | % Provinciale Addetti | % Regionale Addetti | Numero imprese attive | Numero addetti | Numero imprese attive | Numero addetti |
| Vetralla | 849                   | 3,63%                        | 0,19%                      | 1.992          | 3,35%                 | 0,13%               | 840                   | 2.004          | 865                   | 2.124          |
| Viterbo  | 23.371                |                              | 5,13%                      | 59.399         |                       | 3,86%               | 23.658                | 59.741         | 24.131                | 61.493         |
| Lazio    | 455.591               |                              |                            | 1.539.359      |                       |                     | 457.686               | 1.510.459      | 464.094               | 1.525.471      |

Nel 2015 le 849 imprese operanti nel territorio comunale, che rappresentavano il 3,63% del totale provinciale (23.371 imprese attive), hanno occupato 1.992 addetti, il 3,35% del dato provinciale (59.399 addetti); in media, ogni impresa nel 2015 ha occupato due persone (2,35).

### Artigianato
Tra le attività economiche più tradizionali, diffuse e rinomate vi sono quelle artigianali, come l'arte della ceramica e della terracotta.
Vetralla ha una lunga tradizione di lavorazione della ceramica.
Quest’ultima è un materiale ricavato dai vetrallesi nei pressi del Monte Panese, in grotte scavate nel tufo.
Veniva raccolta con le ceste e portate nei laboratori con l’aiuto degli asini.
L'argilla, una volta raccolta e portata nelle grotte o negli scantinati, viene triturata e raffinata, poi mescolata con l’acqua in modo tale da renderla più facilmente malleabile e modellabile.
Viene anche chiamata "ceramica rossa" a causa del colore rossastro che si ottiene dall’impasto. Una volta resa morbida l'argilla si pone sul tornio, una macchina per la lavorazione della creta, che muove l'artigiano con i piedi e piano piano l'argilla viene modellata.
Questa lavorazione e raffinazione del materiale avveniva nelle botteghe e nelle fornaci di ogni artigiano che si trovavano quasi tutte lungo Via dei Pilari, dove l’ultima rimasta attiva fino ai primi anni del 2000 è quella “di Checco Lallo”.
Gli artigiani che lavoravano l’argilla sono conosciuti come i “pignattari”. Si parla dell’“arte dei pignattari” cioè il modo di produrre ceramica usando una speciale argilla che si trova solo in questo territorio. Un’arte questa che è stata tramandata di padre in figlio e di generazione in generazione. Sono molti gli oggetti che si possono ricavare da queste lavorazioni come ad esempio: piatti, brocche e oggetti vari anche per uso alimentare, non solo, anche oggetti più rifiniti e di effetto come possono essere dei vasi decorati.
Una volta creato l’oggetto di argilla viene pulito e solitamente decorato con il ramoscello di ulivo, simbolo caratteristico di Vetralla.

## Infrastrutture e trasporti

### Strade
Vetralla è collegata dalla Strada Statale 2 via Cassia, che in gran parte ripete il tracciato della via consolare romana.
Da Vetralla inizia la strada denominata Strada Statale 1 bis Via Aurelia che collega ad occidente verso il Mar Tirreno all'altezza di Tarquinia e all'A12.
Tramite la Strada Provinciale 41 Blerana è collegata a Blera e tramite la strada provinciale 80 Monte Fogliano a San Martino al Cimino.

### Ferrovie
Inoltre è collegata dalla ferrovia regionale FL3 Ferrovia Roma-Capranica-Viterbo. Questa linea effettua, nel Comune di Vetralla, due fermate: la stazione principale, che si trova nella frazione di Cura lungo la Cassia, dove fermano tutti i treni in entrambe le direzioni, e la stazione di Tre Croci, nella omonima frazione, sebbene in quest'ultima fermi un numero molto limitato di treni.

## Amministrazione
Nel 1927, a seguito del riordino delle circoscrizioni provinciali stabilito dal regio decreto n. 1 del 2 gennaio 1927, per volontà del governo fascista, quando venne istituita la provincia di Viterbo, Vetralla passò dalla provincia di Roma a quella di Viterbo.

### Altre informazioni amministrative
- Fa parte della Comunità Montana Cimini.
- Fa parte dell'Associazione nazionale città dell'olio.

## Sport
Nel periodo precedente alle due guerre mondiali (dal 1900 al 1939) erano molto diffusi due sport: l'uomo cavallo e il gioco del ruzzolone.
Il primo prende il nome dallo sportivo Domenico Baghini (26 gennaio 1867 – 6 settembre 1943). Baghini era un podista con una resistenza fisica poco comune. Rincorreva vitelli e mucche per ore senza stancarsi e per questo decise di sfidare un qualcosa che superasse sia l’uomo sia gli animali e così sfidò una locomotiva. Infatti partirono dalla stazione di Vetralla con arrivo previsto a Vico Matrino, un percorso lungo all’incirca quattro chilometri e mezzo e Baghini vinse la gara. Per onorare questo grande sportivo è stata creata una manifestazione sportiva di atletica leggera chiamata “trofeo dell’uomo cavallo”.
Il gioco del ruzzolone invece consisteva nel lancio della ruzzola che poteva essere di legno oppure di formaggio; veniva eseguito da uomini ma allo stesso tempo partecipavano anche i ragazzi con il compito di andare a riprendere la ruzzola e nel caso in cui era fatta di formaggio se la mangiavano.
Tra il 1924 e il 1927 cominciavano ad istituirsi delle piccole società sportive riservate ai giovani.
Lo sport preferito e più diffuso era l'atletica e venivano organizzate gare tra le varie società sportive che avevano luogo nelle strade periferiche del paese in mancanza di un vero e proprio campo sportivo.
Nel 1928 le varie società si incorporarono per dar vita all’Associazione Sportiva Vetralla radunandosi a S. Angelo.
La prima vera gara avvenne nel 1928 al primo campionato di atletica leggera a Viterbo e anche qui, in mancanza di un vero e proprio campo sportivo, si svolse a Prato Giardino.
Addirittura i vetrallesi in quella prima gara vinsero la coppa.
Dopo l’atletica lo sport più diffuso fu l'ippica. Anche per questo sport fu creata una società all’ippodromo “S. Giorgio” dove ogni domenica si svolgevano delle gare e delle competizioni con cavalli purosangue provenienti anche da province diverse.
In quel periodo si diffuse anche il calcio. Le partite di calcio venivano giocate in un prato privato ancora a causa della mancanza di un vero e proprio campo sportivo.
Una volta terminata la stagione dedicata all’ippica, il campo dedicato fu trasformato nel “Polisportivo Giovinezza”, il primo nel paese di Vetralla che ospitava un campo da calcio, una pista di atletica e una podistica.
Il Polisportivo accolse anche una gara ciclistica molto importante, a livello nazionale e internazionale.
Le prime partite di calcio al Polisportivo erano delle amichevoli con squadre dei paesi limitrofi.
Ci sono svariati campi sportivi come il “Goffredo Raparelli” situato nella Villa comunale Pietro Canonica, il “San Paolo” a Cura, l’“Eros Bolzoni” a Tre Croci e il “Luigi Nagni” a La Botte.
Calcio
- ASD 1928 Vetralla
- Cura Calcio

### Atletica leggera
- ASD Atletica Vetralla.[13]

Pallavolo
- Polisportiva Vetralla Blera

### FootGolf
- ASD Vetralla FootGolf